# Rockyford (South Dakota)
Rockyford is een gehucht in de Amerikaanse staat South Dakota. Het ligt in Oglala Lakota County en het Pine Ridge Indian Reservation. Het ligt op de rechteroever van de White River. In het gehucht kruisen de wegen BIA 2/27 en BIA 33/28. Rockyford bevindt zich op zo'n 20 minuten rijden van zowel Manderson-White Horse Creek, Porcupine als Kyle en 10 minuten van Sharps Corner.
Het dorpje bestaat uit een aantal vrijstaande huizen en verspreide ranches en een openbare school. Van 1923 tot 1958 had Rockyford een eigen postkantoor. Zo'n 3 kilometer ten noorden bevindt zich het White River Visitor Center, een bezoekerscentrum van en toegangspoort tot het Badlands National Park.

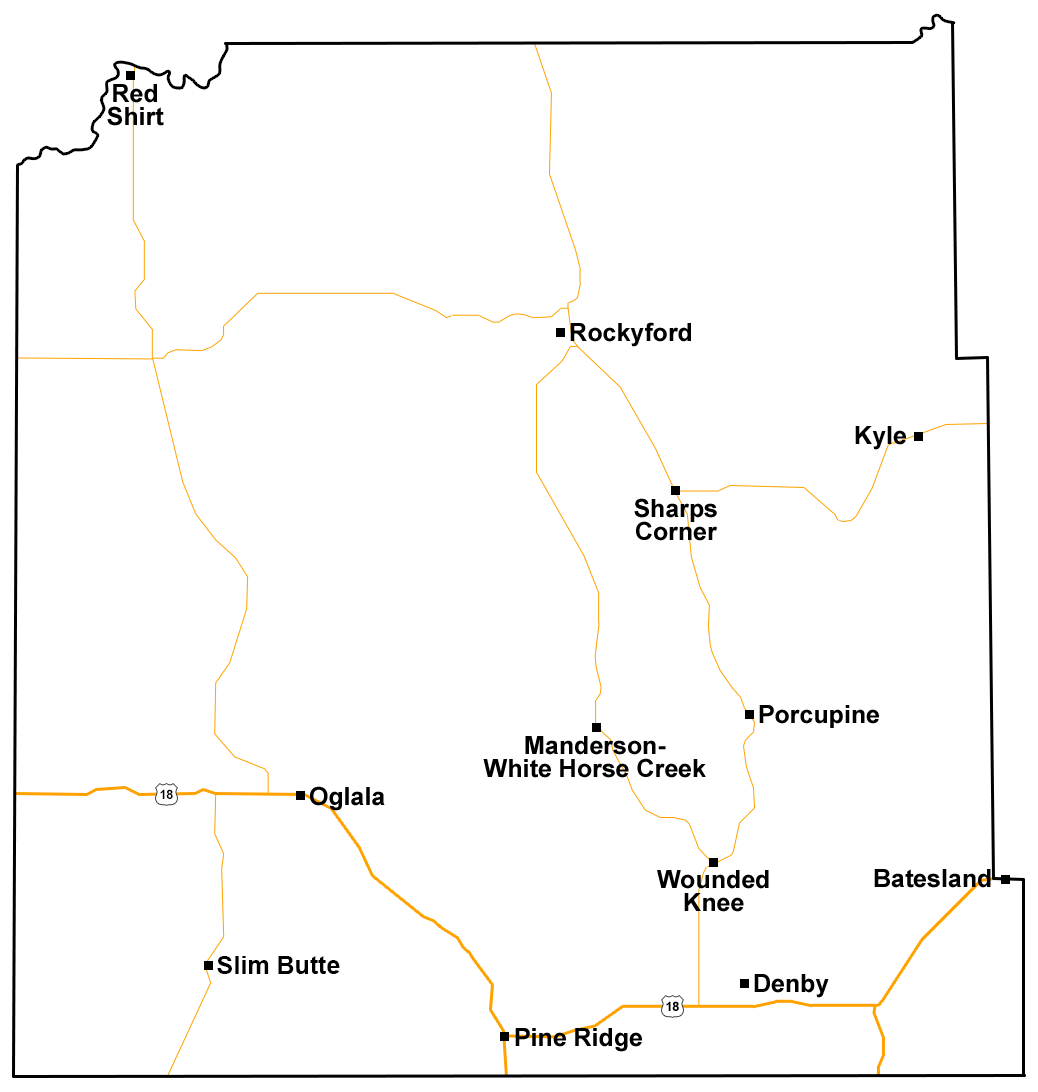
Rockyford ligt in het noorden van Oglala Lakota County op een kruispunt van lokale wegen.